# Де Росси, Джованни Джакомо
Джованни Джакомо Де Росси (итал. Giovanni Giacomo De Rossi; 1627, Рим — 1691, Рим) — итальянский гравёр, картограф и издатель эстампов.

## Биография
О детстве Де Росси известно немного: он был сыном основателя типографии в Риме Джузеппе Де Росси (1570—1639), пошёл по стопам отца, расширив семейное дело, сначала вместе с братом Джандоменико (1619—1653), а затем самостоятельно, в 1660 и в 1663 годах. Именно при его руководстве небольшая мастерская стала известной в Европе, что сделало Джованни Джакомо крупнейшим издателем и продавцом гравюр в Риме.
С 1638 по 1691 год де Росси напечатал и издал множество гравюр с видами Рима и его архитектурных памятников, как древних, так и современных. В 1648 году он перепечатал знаменитую Карту Рима (1593), составленную Антонио Темпестой, в 1651 году опубликовал план Королевского дворца в Неаполе.
В 1655 году настала очередь карты римских археологических памятников Этьена Дюперака. В том же году Джованни Джакомо опубликовал «Новые архитектурные чертежи и планы дворцов Рима самых известных архитекторов, нарисованные и награвированные Джованни Баттиста Фальда» (Nuovi disegni dell’architettura e piante de' palazzi di Roma de' più celebri architetti, disegnati et intagliati da Giovanni Battista Falda). Именно с Дж. Б. Фальда (1643—1678) издатель наладил тесное сотрудничество, которое продлится до самой смерти последнего, что привело к выпуску большого количества гравюр и карт Рима. Среди художников, чьи офорты печатал Джованни Джакомо, были Джованни Бенедетто Кастильоне (1609—1665), Пьетро Теста (1612—1650) и Джован Франческо Гримальди (1606—1680).
Он публиковал репродукционные гравюры известных работ таких выдающихся художников, как Микеланджело Буонарроти, Аннибале Карраччи и Рафаэля Санти, использовал в своём производстве работы других граверов, таких как Джакомо Лауро и Франсуа Перрье.
Последние работы, подписанные Джованни Джакомо де Росси, относятся к 1691 году, предполагаемому году его смерти; cемейное дело продолжил его сын Доменико Де Росси. В 1738 году мастерская стала называться «Камерная калькография» (Calcografia Camerale), с 1870 по 1945 год — «Королевская калькография» (Regia Calcografica), в наше время мастерская известна под названием «Calcografia Nazionale». Здесь хранятся, среди многих других, подлинные офортные «доски» Джамбаттисты Пиранези (1720—1778).

## Галерея
- Азия, недавно исправленная и расширенная, согласно самым современным сообщениям Уильяма Самсона. 1687
- Вид бокового фасада Палаццо Дориа-Памфили и садов. После 1677. Офорт
- Замок Каса. 1683. Офорт
- Вид Виллы Боргезе в Риме. После 1677. Офорт